# Roncus corimanus
Espèce
Synonymes
- Roncus glaber Beier, 1962

Roncus corimanus est une espèce de pseudoscorpions de la famille des Neobisiidae.

## Distribution
Cette espèce se rencontre en Iran et en Géorgie.

## Description
La femelle holotype mesure 2,6 mm.

## Systématique et taxinomie
Roncus glaber a été est placée en synonymie par Schawaller en 1983.

## Publication originale
- Beier, 1951 : Ergebnisse der Österreichischen Iran-Expedition 1949/50. Pseudoscorpione und Mantiden. Annalen des Naturhistorischen Museums in Wien, vol. 58, p. 96-102 (texte intégral).